# Burg Bahlingen
Die Burg Bahlingen ist eine abgegangene Burg im oberen Ortsbereich am Rande der alten westlichen Ettergrenze der Gemeinde Bahlingen am Kaiserstuhl im Landkreis Emmendingen in Baden-Württemberg.
Im Jahr 1566 wird erwähnt, dass ein markgräflicher Dinghof zu einer Niederungsburg ausgebaut worden ist. Diese wird als Weiherhaus beschrieben.
Von der ehemaligen Burganlage ist nichts erhalten, und auch ihr Standort ist nicht genau bekannt.